# 奧塞爾德省
20°49′59″N 17°06′00″W / 20.83306°N 17.10000°W
奧塞爾德省（阿拉伯语：‎），是摩洛哥的省份，位於該國南部，由達赫拉-黃金谷地大區負責管轄，首府設於奧塞爾德，面積65,917平方公里，2014年人口16,190，人口密度每平方公里0.25人。